# Jeuleukat
Jeuleukat is een bestuurslaag in het regentschap Lhokseumawe van de provincie Atjeh, Indonesië. Jeuleukat telt 1852 inwoners (volkstelling 2010).